# Oost-, West- en Middelbeers
Oost-, West- en Middelbeers è un'ex-municipalità dei Paesi Bassi situata nella provincia del Brabante Settentrionale costituita dai tre villaggi di Oostelbeers, Westelbeers e Middelbeers. Soppressa il 1º gennaio 1997, il suo territorio, è stato incorporato in quello della municipalità di Oirschot.